# Teatre Bartrina
El Teatre Bartrina és el segon teatre de la ciutat de Reus. És un edifici protegit com a bé cultural d'interès local.

## Descripció
Aquest teatre és a la planta baixa del Centre de Lectura. El teatre segueix el clàssic esquema de teatre a la italiana, amb la sala del públic, de planta rectangular, encarada a l'escenari. La platea, força allargada i amb els seients per als espectadors, està voltada de tres pisos de llotges. La composició és la mateixa als dos primers pisos: una barana amb pilastres, mènsules, medallons de guix ornamentats i policromats. A l'últim pis, en canvi, trobem més aviat pilastres, volutes, medallons amb personatges pintats i ornamentació floral. Destaca una concavitat a tot l'entorn on s'hi intercalen orles amb inicials i sanefes i un gran medalló al sostre d'on penja un llum de llautó que inicialment era de gas. Un element característic de la sala és la seva platea oscil·lant, que, per un mecanisme construït el 1924 per Pere Montanya, pot convertir l'espai en una superfície completament horitzontal per acollir balls i festes o actes diversos i pot inclinar-se sensiblement per als espectacles teatrals o de cinema.
La zona de l'escenari és molt més decorativa que la resta. Hi trobem elements inèdits al conjunt com pilastres estriades amb capitells corintis i algunes pintures al fresc al sostre. Al teló hi ha una representació d'un indret a l'aire lliure i una sèrie de personatges clàssics mirant una comèdia. Presideix l'embocadura un retrat del poeta Joaquim Maria Bartrina, aplicat sobre el teló.
L'any 1924 els radioaficionats que varen crear l'emissora Ràdio Reus varen utilitzar les instal·lacions del teatre per fer les primeres emissions.

## Història

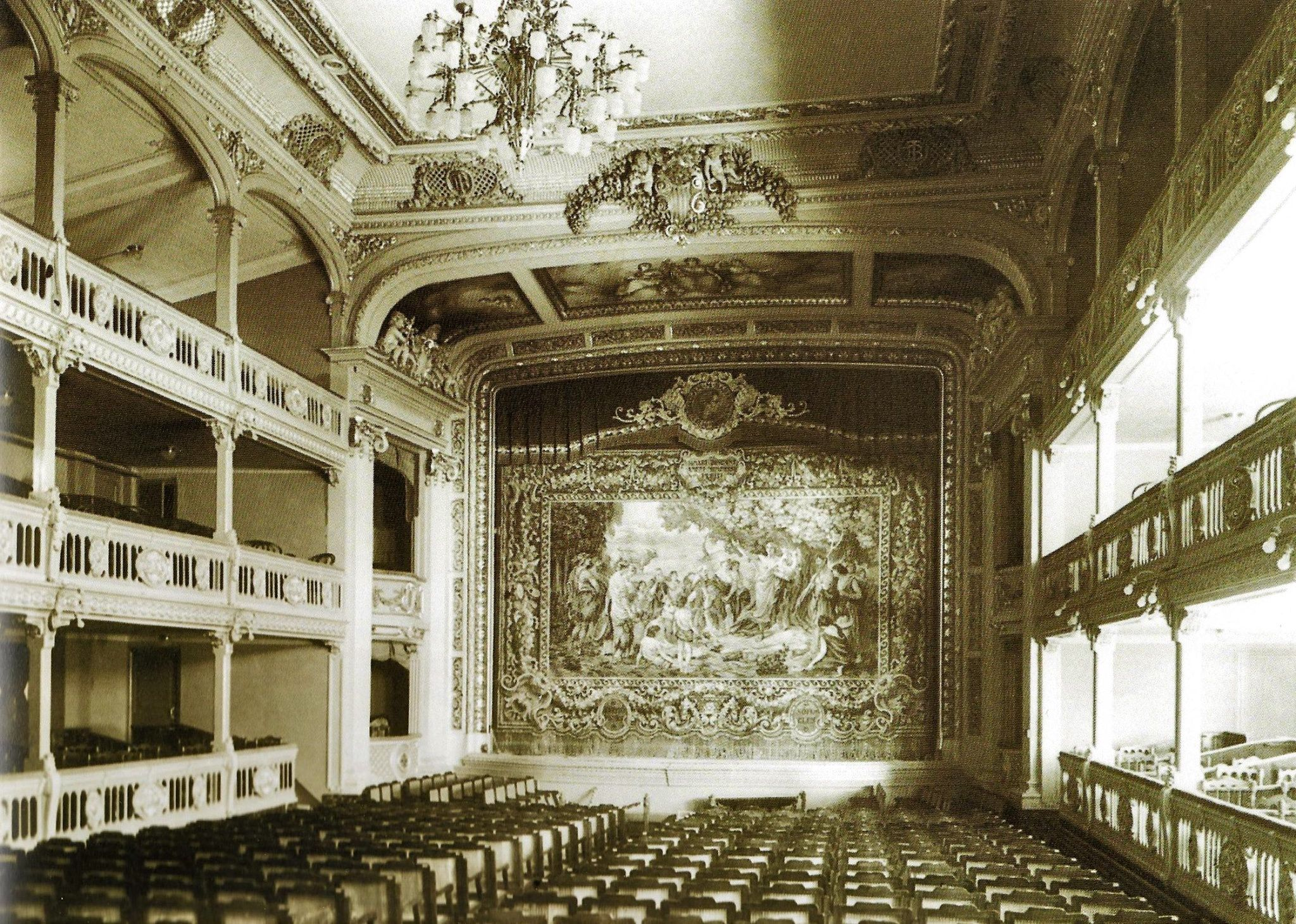
Interior del Teatre el 1921

El teatre està estretament vinculat al Centre de Lectura, als jardins del qual, el 1904 s'instal·là un escenari per acollir les representacions de la Secció Dramàtica de l'entitat. L'èxit motivà la construcció d'un escenari permanent al mateix emplaçament, el que seria el primer teatre de l’entitat, que s'inaugurà el 19 de març de 1905, (ja que el Teatre Principal de la ciutat havia tancat). Dotze anys més tard, el filantrop Evarist Fàbregas i Pàmies va finançar la seva reforma i ampliació ja en l'edifici actual, partint de l'estructura inicial i adquirint unes cases veïnes al carrer de l'Abadia. Les obres foren dirigides per Josep Simó i Bofarull, i l'ornamentació anà a càrrec de l'escenògraf barceloní Josep Rocarol. Se li va donar el nom de Bartrina, en homenatge al poeta reusenc Joaquim Maria Bartrina,i fou inaugurat de forma provisional el 26 d'octubre de 1918. La inauguració definitiva, amb la totalitat dels treballs decoratius inclosos, es va fer el 24 d'octubre de 1920, amb una conferència d'Eduard Toda sobre la joventut de Joaquim Maria Bartrina i la representació de La justícia de l'abat, obra de Josep Martí Folguera.
Tancat després de la guerra, el 1948 va reobrir com a cinema, sense deixar-se de fer alguna obra teatral. El cine va tancar els anys setanta. El 1977 es va fer la darrera representació d'Els Joglars amb La Torna, una sàtira sobre la mort de l'alemany Heinz Ches però al·lusiva també a l'execució de l'anarquista Salvador Puig Antich, i que va provocar la fugida del director Albert Boadella a l'estranger.
Els anys setanta i vuitanta es va fer servir també de Cineclub. L'últim episodi de reformes del teatre es va fer durant els anys 1995-1997, sota la direcció de l'arquitecte Anton Pàmies Martorell, que, a més d'afegir un cos modern a la sala que la va dotar d'un accés independent des de la plaça del Teatre, va afegir noves instal·lacions tècniques a l'escenari. Un consorci entre l'ajuntament de Reus i el Centre de Lectura va fer possible aquesta rehabilitació. Té ara 507 localitats d'aforament.